# Iwan Dmitrijew
Iwan Iwanowicz Dmitrijew (ros. Иван Иванович Дмитриев, ps. Dołgorukij, ur. 1760 w pobliżu Syzrania, zm. 1837 w Moskwie) – rosyjski poeta, bajkopisarz, polityk.
Wychował się w Puszczy Wołżańskiej, we wsi niedaleko Syzrania. Uczył się w Kazaniu, następnie w 1774 wstąpił na służbę do pułku Gwardii Siemionowskiego. Zaprzyjaźnił się z historykiem Nikołajem Karamzinem. Zajmował się badaniem rosyjskiego folkloru, kompilował zbiory pieśni ludowych stając się sławnym poetą - jego wiersze, wykonywane pod muzykę znanych kompozytorów epoki, cieszyły się dużą popularnością w moskiewskich salonach. Opublikował kilka zbiorów wierszy i piosenek, przetłumaczył z francuskiego bajki La Fontaine’a i był znany jako satyryk. Ostatnim jego dziełem były wspomnienia opublikowane czterdzieści lat po jego śmierci.
Pełnił służbę rządową. Aresztowany na podstawie fałszywego donosu, po uwolnieniu cieszył się szczególnymi względami cesarza. Osiągnął najwyższe stanowiska, został senatorem i członkiem Rady Państwowej.